# ایم هو
این یک نام کره‌ای است؛ نام خانوادگی ایم است.
ایم هو (به کره‌ای:임호) (زادهٔ ۲۷ ژانویه۱۹۸۲ در سئول، کره جنوبی) بازیگر کره‌ای است. او در سریال جواهری در قصر بابازی در نقش پادشاه و در سریال افسانه سامبونگ با بازی در نقش جونگ مونگ جو و در سریال نقاش باد با بازی در نقش لی میونگ کی و در افسانه اوک نیو با بازی در نقش کانگ سون هو و در جونگ میونگ با بازی در نقش جی چون و ته جویونگ در نقش یون نامسینگ نقش ایفا کرده‌است.

## زندگی‌نامه
ایم هو، بازیگر کره ای است و با نام مستعار لیم خندان شناخته می‌شود. این بازیگر ۱۷۴ سانتی‌متر قد و دارای مدرک کارشناسی بازیگری از دانشگاه ملی کره جنوبی است که برنده چندین جایزه بازیگری نیز شده‌است. ایم هو ۶۴ کیلوگرم وزن دارد. اما موضوع جالب این است که این بازیگر، کم‌کار و خجالتی است. بسیار کم با مطبوعات مصاحبه انجام می‌دهد و کم‌تر در مقابل تماشاگران دیده می‌شود و می‌گوید:چیزی نیست که بخواهد توضیح بدهد، هرچند به علاقه مردم و تماشاگران، احترام بسیاری می‌گذارد.
پدرش ایم چونگ نویسنده و تهیه کننده بود. او فعالیت خود را از سال ۱۹۹۳ آغاز کرد.

## فیلم‌شناسی

### فیلم
- راز عشق(۲۰۱۳)
- قصه‌های ترسناک۴(۲۰۰۶)
- ۲۹فوریه(۲۰۰۶)
- نگو پاپا(۲۰۰۴)

### مجموعه تلویزیونی
- ۱۹۹۴ هان میونگ هو (در نقش شاهزاده ولسان)
- ۱۹۹۵ جانگ هه بین (در نقش امپراتور سوکجونگ)
- ۱۹۹۶ به نام عشق (در نقش چوی گون هو)
- ۱۹۹۶ از صمیم قلب (در نقش من گانگ)
- ۱۹۹۷ دریای رویا (در نقش جانگ مین وو)
- ۱۹۹۸ فرمانروای باد (در نقش ولیعهد سادو)
- ۱۹۹۹ هور جون (در نقش لی جانگ میونگ)
- ۲۰۰۰ به خاطر تو (در نقش هانگ یون جون)
- ۲۰۰۱ هر روز با تو (در نقش چوی دونگ ها)
- ۲۰۰۱ خانه او (در نقش نام هیوک)
- ۲۰۰۲ هر وقت قلب می‌تپد (در نقش لی جون هو)
- ۲۰۰۲ مرد خورشید لی جه ما (در نقش چوی مون هوان)
- ۲۰۰۲ مدرسه دخترانه (در نقش لی گیو وون)
- ۲۰۰۳ دلدادگان (در نقش کانگ یونگ جه)
- ۲۰۰۳ جواهری در قصر (در نقش امپراتور چونگجونگ)
- ۲۰۰۴ زنی که قصد ازدواج دارد (در نقش پارک سون وو)
- ۲۰۰۴ عشق همه جا هست (در نقش پارک سو یونگ)
- ۲۰۰۴ تنها نیستی (در نقش ایم هو)
- ۲۰۰۵ گل باد (در نقش چوی هیونگ جو)
- ۲۰۰۵ زنان بالاتر از گل (در نقش یون میونگ وون)
- ۲۰۰۶ عشق پابرهنه (در نقش هوان جینگ سوک)
- ۲۰۰۶ فرمانروا ته‌ جویونگ (در نقش یون نامسنگ)
- ۲۰۰۷ گروه کودکان (در نقش جو پیو گی)
- ۲۰۰۸ چرا به خانه‌ام آمدی؟ (در نقش کیم ته پیونگ)
- ۲۰۰۸ نقاش باد (در نقش لی میونگ گی)
- ۲۰۰۸ چیل‌ وو قهرمان (در نقش ولیعهد سوهیون)
- ۲۰۰۹ ملکه سوندوک( در نقش امپراتور جینجی)
- ۲۰۰۹ او نمی‌تواند ازدواج کند (در نقش پارک کوانگ نام)
- ۲۰۱۰ شما زنان را نمی‌شناسید (در نقش کانگ سون چان)
- ۲۰۱۱ گوانگ‌گه‌تو فاتح بزرگ (در نقش امپراتور مورونگ بو)
- ۲۰۱۲ دوست دارم لی ته ری (در نقش گئوم سان)
- ۲۰۱۳ بانوی شما (در نقش نا جین گو)
- ۲۰۱۴ افسانه سامبونگ (در نقش جونگ مونگ جو)
- ۲۰۱۴ چه اتفاقی برای خانواده‌ام افتاده؟
- ۲۰۱۵ ستاره‌ها می درخشند (در نقش سو دونگ پیل)
- ۲۰۱۵ جونگ میونگ (در نقش چو میون گیل)
- ۲۰۱۵ تاجر گک جو (در نقش مین کیوم هو)
- ۲۰۱۶ افسانه اوک‌نیو (در نقش کانگ هون سو)
- ۲۰۱۶ ورق برگردان (در نقش دکتر یون یول سئول)
- ۲۰۱۶ روشنایی شب (در نقش کانگ جه هیون)
- ۲۰۱۷ بهار دال سون (در نقش هان ته سانگ)
- ۲۰۱۷ لی هوژن زیبا (در نقش وانگ ژیائو)
- ۲۰۱۹ هه‌چی (در نقش یی کوانگ جوا)
- ۲۰۱۹ دریایی از برکت (در نقش جو جین هوان)
- ۲۰۲۲ پادشاه اشک لی بانگ وون (در نقش یو جانگ هیون)
- ۲۰۲۲ عروس طوفان (در نقش یون جه ها)
- ۲۰۲۴ سوجی و ووری (در نقش کانگ وو ژانگ)
- ۲۰۲۴ جرئت کن عاشقم شی (در نقش پدر یون بوک)
- ۲۰۲۴ پاک‌کن خاطره بد (کیونگ سانگ هیون)